# Непобедимый воин
Непобедимый воин (англ. Deadliest Warrior, букв. «Смертоноснейший воин») — американская телепередача 2009—2011 гг., в которой на основе научных данных выясняется, кто в противостоянии двух воинов (как прошлого, так и настоящего) одержал бы победу в бою друг против друга. В каждом выпуске с помощью современных технологий испытывается разное оружие воинов, и на основе этих данных и ряда других параметров разыгрывается компьютерная симуляция. Драматизма придаёт тот факт, что победителя невозможно предугадать вплоть до конца программы. 
Всего было выпущено три сезона передачи.

## Создание
Первые выпуски шоу создавалось «Morningstar Entertainment», но затем «Смертоносным воином» занялась компания «44 Blue». Продюсером первого сезона был Тим Прокоп, со второго сезона работу осуществлял Тим Уоррен. Историческим консультантом в первых двух сезонах и продюсером во втором сезоне был Барри Якобсен, ветеран Зелёных беретов Армии США и участник выпуска «Спартанец против ниндзя» 1-го сезона. Он же вместе с Рё Окада занимался разработкой серий первых двух сезонов.

## Формат шоу
Каждый выпуск начинается с представления двух воинов прошлого или настоящего либо же двух исторических и военных деятелей. Особенности воинов демонстрируются в видеовставках, где воины сражаются или ведут тренировку и повседневную жизнь. Для определения того, кто из этих воинов победил бы в личной схватке, на программу приглашаются две команды, представляющие каждого воина — они состоят из мастеров единоборств (в том числе и бойцов UFC), ветеранов вооружённых сил, исторических реконструкторов и постановщиков боёв, в том числе и имеющих опыт работы в киноиндустрии. Команды рассказывают о вооружении воина, его тактике, уровне подготовки и философии боя, и приводят аргументы, почему именно их воин является лучше, при этом нередко иронизируя в адрес противника. Для сравнения воинов проводятся испытания их персонального оружия, а иногда и доспехов. В первых двух сезонах обычно было по 4 категории оружия — ближнего радиуса действия, среднего радиуса действия, дальнего радиуса действия и специального оружия. Однако в некоторых выпусках их могло быть 5 («Мафия против якудза») или 6 («Зелёные береты против спецназа»). После выхода в эфир 6-го выпуска первого сезона «Зелёные береты против спецназа» члены команд-противников — Мэтт Андерсон и Сонни Пузикас — заявили, что именно продюсеры подбирают оружие, а сами эксперты почти не могут повлиять на задумки продюсеров и сценаристов.
Все съёмки шоу ведутся в Лос-Анджелесе. Испытания оружия могут проводиться как в выстроенных для съёмок шоу помещениях, так и на открытой местности (последнее чаще характерно при испытании огнестрельного оружия и взрывчатки). Оружие испытывается на мишенях-силуэтах человека, на тушах свиней и говяжьей вырезке (свиная туша по плотности и структуре близка к телу человека, а коровьи рёбра крупнее человеческих минимум в три раза) и на различных манекенах — характерным для шоу является применение фигур из баллистического геля, который по плотности также близок к человеческому телу. Для определения скорости движения оружия, его скорострельности и силы удара применяются различные акселерометры, датчики давления, хронометры и т.д. Испытания оружия проводят собственно члены каждой из команд, в некоторых случаях на помощь приходят члены съёмочной группы, также обладающие опытом обращения с оружием прошлого и настоящего. В некоторых случаях на манекен надеваются доспехи противника, которые предстоит пробить оружию, при этом доспехи почти очень редко испытываются в отдельных категориях, а оружие получает бонус, только если пробьёт доспех. Для более точного анализа всё записывается на высокоскоростные камеры. По итогам каждой категории ведущие, ознакомившись с результатами, выбирают оружие, победившее в данной ситуации — тем не менее, ведущие признают, что их выбор ни на что не влияет.
Результат сражения определяется исключительно на основе данных испытаний, которые вводятся в специальную компьютерную программу. В первых двух выпусках анализ проводился на программном обеспечении Slitherine Strategies (по словам разработчиков, наиболее близкой к этой компьютерной программе является игра «The History Channel: Great Battles of Rome»), но для сведения фактора случайности к минимуму симуляция прогонялась одну тысячу раз. В программе воспроизводилось одно из таких сражений (реконструкция с участием каскадёров), победитель которого и становился победителем в выпуске — после показывалась статистика побед с информацией о том, сколько раз благодаря тому или иному оружию был нанесён смертельный удар. В сезоне 3 была представлена новейшая компьютерная программа Pipeworks Software, в которую заносились и данные по личным параметрам воинов (дисциплина, тактическое превосходство, мужество в бою, инициатива и т.д.) — для большей точности битва воспроизводилась уже 5 тысяч раз. В случае сражения воинов допороховой эпохи в первых двух сезонах типичным был поединок один-на-один, однако позже стали появляться и поединки между группами (чаще по 5 бойцов), ставшие обыденными в третьем сезоне. В случае группового боя почти во всех эпизодах в живых оставался только один человек из всех задействованных 10. В конце программы ведущие и эксперты (с третьего сезона только ведущие) давали комментарии по поводу результатов, соглашаясь или не соглашаясь с исходом, и определяли, что всё-таки повлияло на исход сражения.

## Ведущие
В первых двух сезонах было три ведущих, каждый из которых на протяжении всей программы комментирует происходящее и отдает предпочтение тому или иному оружию и воину, анализируя с различных точек зрения. В качестве рассказчика выступает Дрю Скай.
- Джефф Демоулин — инженер-биомедик, обладатель чёрного пояса по карате и ветеран Вооружённых сил Канады[8].
- Арман Дориан — врач-реаниматолог, консультант при съёмочных группах медицинских многосерийных фильмов, работал врачом скорой помощи на боях UFC.
- Макс Гайгер — программист, разработчик компьютерных игр и специализированного программного обеспечения.

В третьем сезоне Макс Гайгер ушёл из программы — по одной из версий, причиной стала смена продюсера. Макса заменили двое человек — Роберт Дейли, разработчик компьютерных игр для военных, представлявшийся как «бывший зеленый берет», и Ричард «Мак» Маковиц, бывший боец спецподразделения SEAL. Дейли в конце программы перед запуском симуляции оглашал своё видение дополнительных факторов, влияющих на действия воинов, а Маковиц дополнительно испытывал оружие и занимался разбором тактических действий противников в различных конфликтах. После окончания 3 сезона выяснилось, что Роберт Дейли служил не в «зеленых беретах», а в разведке, вследствие чего он был отстранён от дальнейшей работы.

## Сезон 1
Премьера первого сезона шоу состоялась 7 апреля 2009 года в 10 часов вечера. Он состоял из девяти эпизодов, продолжительностью не более часа. Первый сезон был выпущен на DVD и Blu-ray 11 мая 2010 года.
Эпизоды:
1. Апач против гладиатора
2. Самурай против викинга
3. Спартанец против ниндзя
4. Рыцарь против пирата
5. Якудза против мафии
6. Зелёные Береты против Спецназа
7. Шаолиньский монах против воина маори
8. Вильям Уоллес против Чака Зулу
9. ИРА против Талибана
10. Back for Blood Special — уникальный эпизод, в котором выбирали лучших воинов допороховой и пороховой эпохи. Состоялись два матча: спартанец против самурая и ИРА против Спецназа.

## Сезон 2
Второй сезон имеет 13 эпизодов. Он начался 20 апреля 2010 года, и закончился 27 июля 2010.
Эпизоды:
1. SWAT против GSG-9
2. Аттила против Александра Македонского
3. Джесси Джеймс против Аль Капоне
4. Воин-Ягуар Ацтеков против воина занде
5. Нацистский Ваффен SS против Вьетконга
6. Римский центурион против Раджпута
7. Медельинский картель против Сомалийских пиратов
8. Кельтский воин против Персидского бессмертного
9. КГБ против ЦРУ
10. Влад Цепеш против Сунь Цзы
11. Воины династии Мин против Мушкетёров
12. Команч против Монгола
13. Морские котики против Израильского Коммандоса

## Сезон 3
В третьем сезоне 10 серий. Премьера состоялась 20 июля 2011 года, а финальные две серии были показаны 14 сентября. В третьем сезоне очень важную роль начал играть Дэйв Бейкер, создававший холодное оружие для этого шоу еще начиная с самого первого сезона. Он получил свой сегмент шоу, где давал справочную информацию о том, как создавалось то или иное оружие. Третий сезон стал сезоном исторических персоналий, так как практически в каждой серии сражались великие исторические персоны (исключение составляют серии «Силы специальных операций КНДР против Американских рейнджеров» и «Французский Иностранный легион против Гуркхов»). Также в 3 сезоне начали использовать онлайн трансляции — перед, во время, и после серий показывали студию программы в прямом эфире, где Кирон Эллиотт задавал различные вопросы ведущим Смертоносного воина и рассказывал о результатах голосования (кто победит в данной серии?), который проходил на их официальном сайте. Итоги голосования зрителей всегда совпадали с итогом шоу, снятым заранее. В 3 сезоне каждый эпизод был уникальным, имел что-то такое, чего до этого не было:
1. Джордж Вашингтон против Наполеона Бонапарта. Впервые испытаны пушки.
2. Жанна д'Арк против Вильгельма Завоевателя. Впервые главным героем стала женщина (впрочем, женщины появлялись и в более ранних выпусках: например, в серии 2-го сезона «КГБ против ЦРУ») и впервые были протестированы осадные орудия.
3. Силы специальных операций КНДР против Американских рейнджеров. Впервые лицом к лицу встретились противники, которые теоретически могут сойтись в любой момент друг против друга (в связи с напряжёнными отношениями КНДР и США).
4. Чингисхан против Ганнибала. Впервые протестировано живое оружие — боевой слон.
5. Саддам Хуссейн против Пол Пота. Впервые сразу три вида оружия включены в одно испытание.
6. Теодор Рузвельт против Лоуренса Аравийского. Впервые проверялись орудия поддержки пехоты — станковые пулемёты.
7. Иван Грозный против Эрнана Кортеса. Впервые было впервые протестировано фитильное ружье с целью проверки мифов о его неточности.
8. Неистовый Конь против Панчо Вильи. Был показан, но ни разу не использован длинный лук Неистового Коня.
9. Гуркхи против Французского иностранного легиона. Впервые сражались воины, служащие не своей стране.
10. Вампир против зомби. Впервые в бою встретились вымышленные воины, которые не использовали никакого оружия и бились фактически в рукопашную.

Несмотря на то, что в конце последней серии на экране появилась надпись «Продолжение следует», и до, и после третьего сезона официально заявлялось, что дальнейшие выпуски сниматься не будут.

## Реакция зрителей
После первых трех эпизодов Смертоносного воина его посмотрели более чем 1700000 зрителей. 7 июля 2009 года программа (в частности серия «ИРА против Талибана») была высмеяна Чарли Брукером в первом эпизоде британской телепрограммы «Вы наблюдали» (англ. You Have Been Watching). Тогда серия «ИРА против Талибана» была показана в этом шоу задолго до её официальной премьеры в Великобритании, и поэтому телеканал Bravo, имеющий права на трансляцию передачи, показал всего 8 первых выпусков 1 сезона. Скандальная серия была опущена.

## Веб-сериал
Начиная с серии «Спартанец против Ниндзя», на официальном сайте Spike.com Архивная копия от 8 июля 2012 на Wayback Machine регулярно стали появляться веб-серии, под названием Смертоносный Воин — После матча (Deadliest Warrior — The Aftermath). Серии были созданы в формате «круглого стола», а ведущим стал Кирон Эллиотт (представляющий Уильяма Уоллеса), который служит связующим звеном между экспертами воинов-противников, ведущими и создателями шоу. Во время The Aftermath обсуждается конкретная серия, а также даются ответы на вопросы о данной серии, заданные на форуме шоу обычными зрителями.
Для эпизода Силы специальных операций КНДР против Американских рейнджеров, The Aftermath вышел в прямом эфире, прямо из Лос-Анджелеса. Зрители получили возможность голосовать в опросе на сайте dwlive.spike.com, отвечая на вопрос: «Кто победит в данной серии?». Результаты голосования показывались на протяжении всего веб-выпуска «The Aftermath». К Эллиоту также присоединились Джефф Десмоулин, Арман Дориан и Ричард Маховиц, для того, чтобы обсудить итоги эпизода. Часть серии была посвящена специальному гостю — подполковнику Стиву Расселу, который был ключевой фигурой во время поимки Саддама Хусейна. Такие же самые онлайн трансляции были показаны во время эпизодов Французский Иностранный легион против Гуркхов и Вампиры против Зомби. Тогда в студию пришли Стив Найлс и Мэтт Могк.
Начиная с серии «Чингис-хан против Ганнибала» стартовал новый веб-сериал: Смертоносный воин — Оружейная (Deadliest Warrior — Armory). Здесь все внимание было уделено оружию воинов, участвующих в серии: освещается история того или иного оружия, технические характеристики и даются ответы на вопросы относительно его использования. Ведущий — все тот же Кирон Эллиотт, но главную роль начал играть Дэйв Бейкер — оружейник сериала, создававший оружие для Смертоносного воина на протяжении всех 3-х сезонов.

## Эпизоды
| Сезон | Кол-во серий | Премьера       | Последний показ  |
| ----- | ------------ | -------------- | ---------------- |
| 1     | 10           | 7 апреля 2009  | -                |
| 2     | 13           | 20 апреля 2010 | 27 июля 2010     |
| 3     | 10           | 20 июля 2011   | 14 сентября 2011 |

## Компьютерные игры
Первая игра по мотивам Смертоносного воина вышла в жанре башенная защита, и называлась «Deadliest Warrior: Defend and Conquer». Игра была выпущена 11 марта 2010 года и в настоящее время доступна для скачивания на iPhone и iPod Touch. Она состоит из трех кампаний, где игрок должен защищаться против группы нападающих врагов путём приобретения и размещения воинов из 1 сезона (а затем и с 2-го сезона), каждый из которых имеет различную тактику и оружие, информацию о которых получена непосредственно из самого шоу.
12 декабря 2009 Pipeworks Software анонсировали игру Deadliest Warrior: The Game, которую они будут разрабатывать в первую очередь для Xbox 360, и только затем для PlayStation 3. Апачи, Рыцарь, Ниндзя, Пират, Самурай, Спартанец и Викинг из первого сезона были доступны в игре. Также можно было сыграть за римского центуриона из второго сезона. 11 декабря 2010 года было объявлено о возможности скачать дополнительный DLC-пак с тремя новыми воинами: Монахом Шаолинь, Раджпутом и воином Занде.
14 ноября 2013 года «Torn Banner Studios» выпустила «DLC Chivalry: Deadliest Warrior» к игре «Chivalry: Medieval Warfare». В этом аддоне заявлены пять новых персонажей (не считая рыцаря, который присутствует в оригинале): викинг, самурай, спартанец, ниндзя и пират.

## Экранизация
Шон Леви и Дэн Левин планируют экранизировать «Смертоносного воина» на большом экране совместно с Paramount Pictures. Сюжет фильма в данный момент находится в строжайшей тайне.